# Gerry Wright
Gerard Wright, detto Gerry (...), è un chimico canadese. Ha coniato il termine resistoma che viene utilizzato per descrivere la raccolta di tutti i geni di resistenza agli antibiotici e dei loro precursori sia nei batteri patogeni che in quelli non patogeni ed ha guidato un team di ricerca che ha scoperto una nuova classe di antibiotici, la Lariocidina.

## Biografia
Wright ha conseguito la laurea in biochimica nel 1986 e il dottorato in chimica presso l'Università di Waterloo nel 1990.
Nel 1993 ha svolto la sua formazione post-dottorato presso la Harvard Medical School prima di entrare alla McMaster University ed è stato vincitore per il Dipartimento di Biochimica del Polanyi Prize.
Wright è membro della Royal Society of Canada e dell'American Society for Microbiology. Inoltre, è redattore associato di ACS Infectious Diseases ed è membro dei comitati di redazione di Chemistry and Biology, The Journal of Antibiotics, Annals of the New York Academy of Sciences e Antimicrobial Therapeutics Reviews.
Nel 2014 Wright è stato l'autore principale di uno studio pubblicato su Nature che ha descritto la scoperta che il già noto Aspergillomarasmina A era un nuovo antibiotico.
Nel 2024 è stato insignito del Killam Prize in Scienze della Salute per la sua ricerca sulla resistenza antimicrobica.
Nel 2025 è stata annunciata la scoperta di una nuova classe di antibiotici, la Lariocidina, un antibiotico peptidico naturalmente prodotto da un batterio del suolo chiamato Paenibacillus.
Wright è stato presidente del Dipartimento di Biochimica e Scienze Biomediche dal 2001 al 2007, nonché direttore del Michael G. DeGroote Institute for Infectious Disease Research della McMaster (dal 2007 al 2022). In seguito, è stato direttore esecutivo del Global Nexus for Pandemics and Biological Threats del Canada ed è anche direttore e fondatore del McMaster Antimicrobial Research Centre e co-fondatore del McMaster High Throughput Screening Facility.
Gerard D. Wright, PhD, FRSC, è professore presso il Dipartimento di Biochimica e Scienze Biomediche e titolare della cattedra di ricerca in Biochimica degli Antibiotici presso la McMaster University, dove studia i composti chimici in grado di combattere la resistenza agli antibiotici da parte dei batteri.È anche membro associato dei Dipartimenti di Chimica e Biologia Chimica e di Patologia e Medicina Molecolare.